# Schistura callichromus
 Schistura callichromus és una espècie de peix de la família dels balitòrids i de l'ordre dels cipriniformes.

## Distribució geogràfica
Es troba al sud de la Xina (Yunnan) i, probablement també, el Vietnam.